# Protiszták
A protiszták kifejezés korábban az eukarióták egy országát jelölte, minden olyan egy- vagy többsejtű eukarióta élőlényt magába foglalva, amelyet nem soroltak sem az állatok, sem a növények, sem a gombák országába. A csoport többszörösen is parafiletikus voltát viszonylag későn vették figyelembe. Ma rendszertani kategóriaként nem, de ugyanezen élőlények gyűjtőneveként még használatos. A korábban ide sorolt eukariótákat a modern rendszertanok a Diaphoretickes, az Amorphea és az Excavata csoportok valamelyikébe vagy ismeretlen helyzetű taxonokba helyezik.
Ősi protisztáktól származnak a mai állatok, növények és gombák is.

## Elnevezés
A görög protiszton szó jelentése „az összes közt az első”. A Protista nevet e máshová besorolhatatlan élőlényekre először 1866-ban Ernst Haeckel alkalmazta.
A régi (vagy régies) magyar tankönyvek gyakran véglények néven említik őket. Sok tankönyvben egyszerű eukarióták néven szerepelnek.

## Struktúra és funkció
Egy vagy több eukarióta sejtből épülnek fel. Legtöbb fajuk egysejtű, szabad szemmel nem látható, de közéjük soroltak néhány hatalmas testhosszúságú (több száz méteres) barnamoszatot is, amelyek a leghosszabb testű élőlények közé tartoznak a Földön.
Soksejtű képviselőik sejttársulásos vagy telepes jellegűek, különböző funkciókra specializált különböző sejttípusokat is tartalmazhatnak, de a barnamoszatok kivételével soha nincsenek szöveteik.
Zöld színtesttel bíró, fotoszintézist folytató autotróf csoportjaik az algák, más néven moszatok, a baktériumok közé tartozó cianobaktériumok kivételével.
Heterotróf csoportjaik hagyományos neve állati egysejtűek vagy állati véglények (Protozoa). Ezek élő vagy elhalt szerves anyagot fogyasztanak, lehetnek szimbionták, paraziták, szaprofiták stb.

## Rendszerezés változása
| Linnaeus 1735 2 ország | Haeckel 1866 3 ország | Chatton 1937 2 birodalom | Copeland 1956 4 ország | Whittaker 1969 5 ország | Woese et al. 1977 6 ország | Woese et al. 1990 3 domén |
| ---------------------- | --------------------- | ------------------------ | ---------------------- | ----------------------- | -------------------------- | ------------------------- |
| -                      | Protista              | Prokaryota               | Monera                 | Monera                  | Eubacteria                 | Bacteria                  |
| -                      | Protista              | Prokaryota               | Monera                 | Monera                  | Archaebacteria             | Archaea                   |
| -                      | Protista              | Eukaryota                | Protista               | Protista                | Protista                   | Eukarya                   |
| Vegetabilia            | Plantae               | Eukaryota                | Plantae                | Fungi                   | Fungi                      | Eukarya                   |
| Vegetabilia            | Plantae               | Eukaryota                | Plantae                | Plantae                 | Plantae                    | Eukarya                   |
| Animalia               | Animalia              | Eukaryota                | Animalia               | Animalia                | Animalia                   | Eukarya                   |